# ジニョン (GOT7)
ジニョン（진영、Jinyoung、1994年9月22日 -）は、韓国の歌手、現在は俳優として活動。男性アイドルグループGOT7のメンバー。本名はパク・ジニョン（韓: 박진영、漢: 朴珍榮、英: Park Jinyoung）。2012年のデビュー時から2016年まではJr.（ジュニア、Junior）として活動していた（当時の所属事務所の代表パク・ジニョンと同姓同名であった為）。現在はパク・ジニョン表記で活動。
また「初恋記憶操作男」とも一部で言われていて、会った人が初恋の相手だったと思わせる容姿を持っていることから名づけられた。

## プロフィール
1994年9月22日生まれ。韓国慶尚南道昌原市鎮海区龍源洞出身。姉が2人いる。O型。身長177cm。体重70kg。各界に数多くの人材を輩出してきた韓国一の名門高校である京畿高等学校卒。

## 経歴

### 2009年
2009年第5期JYP公開オーディションに参加し、一万人以上の参加者の中からJBと共に同率1位となる。その後JYP練習生となる。

### 2011年
2011年練習生としては異例の歌手デビューよりも先にドラマ「ドリームハイ2」で俳優デビュー。
所属事務所の社長であるパク・ジニョン (J.Y. Park) と同姓同名であるため、「Jr.」としてデビューする。

### 2012年
JBと共に「JJ Project」としてデビュー。新人賞にもノミネートされるほど話題になった。しかし、デビュー曲「BOUNCE」以降次のカムバックが決まらず、空白期間に入る。

### 2014年
2014年1月16日に「GOT7」として新たにデビュー。同年10月には日本デビューをした。

### 2016年
2016年8月16日、芸名であった「Jr.」から本名の「ジニョン」に改名することを発表する。映画『降りしきる雪』で映画デビューと同時に映画初主演を果たす。

### 2017年
2017年7月、デビュー後初の5年ぶりにJJ Projectとして、アルバム『VERSE’2』でカムバックを果たす。

### 2019年
ドラマ「彼はサイコメトラー」でテレビドラマ初主演を果たす。

### 2020年
オーストラリアの森林火災で被害を受けた野生動物保護などのために非公表で寄付していた。
第5回アジアアーティストアワード(AAA)にて、俳優ポテンシャル賞と俳優人気賞のダブル受賞。

### 2021年
1月19日付で9年間（練習生期間を含めると11年）所属した JYPエンターテインメントを退所。
1月28日、BHエンターテインメントと専属契約を締結した。
7月29日、移籍後初となるソロ曲「DIVE」をデジタルリリース。
9月22日、自身の誕生日に日本公式ファンクラブを開設。28日には、上記の日本語バージョン「DIVE ‐Japanese Ver.-」をリリースした。なお、日本所属事務所および日本ファンクラブ運営会社は、SMエンタテインメントジャパンの子会社・ストリームメディアコーポレーション（現：SM ENTERTAINMENT JAPAN）である。

### 2022年
6月24日、自身が出演するドラマ「ユミの細胞たち2」のOST「月になるよ」に初参加する。
8月10日、韓国集中豪雨水害被害地域の復旧のために3000万ウォンを希望ブリッジ全国災害救護協会に寄付した。
12月2日、「緑の傘子ども財団」に5000万ウォンを寄付した。

### 2023年
1月18日、自身初のファーストソロアルバムを発表。所属事務所BHエンターテイメントでは歌手として初めてのアルバム発売となる。
2月9日 トルコ・シリア地震被災者支援のため国際児童権利NGOセーブ・ザ・チルドレンに3000万ウォン寄付した。
4月28日 百想芸術大賞の映画部門「クリスマスキャロル」で新人俳優賞を受賞する。TIKTOK人気賞も受賞しW受賞となる。
5月8日、兵役のため陸軍に入隊した。

### 2024年
11月7日、1年6ヶ月の軍生活を終え、陸軍第11機動師団を転役となる。

### 2025年
3月26日 希望ブリッジ全国災害救護協会に山火事被害支援と消防士支援のために総額5000万ウォンを寄付した。
4月3日 ミャンマーの大地震で被害を受けた児童と家族を助けるため国際児童権利NGOセーブ・ザ・チルドレンに3000万ウォンを寄付した。

## 出演
グループでの出演はGOT7、JJ Projectを参照。

### テレビドラマ
- 2012年 KBS2 「ドリームハイ2」 チョン・ウイボン役
- 2013年 MBC 「男が愛するとき」 トリ 役
- 2015年 JTBC 「愛するウンドン」 パク・ヒョンス 17歳 役
- 2016年 SBS 「青い海の伝説」 ホ・ジュンジェ子供時代 役
- 2017年 JTBC 「魔術学校」 イ・ナラ 役
- 2019年 TVN 「彼はサイコメトラー」 主演 イ・アン 役
- 2019年 TVN 「僕を溶かしてくれ」 チャン・ウシン 役 カメオ出演
- 2020年 TVN 「花様年華」 ハン・ジェヒョン 大学生時代 役
- 2021年 TVN 「悪魔判事」 キム・ガオン 役
- 2021年 TVN 「ユミの細胞たち」 シーズン1　ユ・バビ 役
- 2022年 JTBC「財閥家の末息子」シン・ギョンミン 役 特別出演
- 2025年 チャンネルA　「魔女」イ・ドンジン 役
- 2025年 TVN　「未知のソウル」 イ・ホス役

### OTTドラマ
- 2022年 TVING　「ユミの細胞たち」シーズン2　ユ・バビ 役　（同年11月にtvnでも初放送）
- 2024年 NETFLIX　「タッカンジョン」ユ・テヨン役 カメオ出演

### 映画
- 2017年 　　　　　   「降りしきる雪」  主演 チョ・ミンシク 役
- 2022年4月8日配信　  Netflixオリジナル独占配信『夜叉 -容赦なき工作戦-』[19] ジョンテ 役
- 2022年9月21日公開　「プリンセス アヤ」 声優 王子バリ 役
- 2022年12月7日公開  「クリスマスキャロル」 主演 チュ・イル/ウォル　双子役
- 2025年5月30日公開 　    「ハイ・ファイブ」　ヨンチュン役

### 短編映画
- 2021年 　MMCA現代自動車シリーズ2021　短編映画
- 2021年　コンセプトコリアノアン　NY2022　ニューヨークファッションウィーク　デジタルファッション短編映画

### ソロ曲
- 2021年7月   「DIVE」　自身初のソロデジタルシングル
- 2021年9月　「DIVE~日本語バージョン~」デジタルシングル
- 2023年1月　 1st Album 「Chapter 0: WITH」

### OST
- 2012年 「We are the B」（カン・ソラ、ジヌン (元2AM)、キム・ジスと共同）ドラマ「ドリームハイ2」収録

- 2018年 「Hold Me」  ドラマ「トップマネージメント」OST
- 2022年 「月になるよ」 ドラマ「ユミの細胞たち2」OST

### 写真集
- 2019年 フォトブック 「Hey Guys」 JYP Entertainment 、Copan Global
- 2020年 フォトブック 「Hear, Here」 JYP Entertainment 、Copan Global

### ブランドモデル
- 2020年 トムフォード (香水・ファンデーション・口紅) [20]
- 2022年 メディヒールマスクパック

### バラエティ・他
- 2015年－2016年 Mnet M！countdown 司会
- 2017年 SBS 人気歌謡　司会
- 2018年 オーディオブック 「星の王子様」
- 2019年 オーディオブック 「ピノキオ」
- 2019年 KBS 大歌謡祭 司会
- 2019年 映画「アリータ：バトル・エンジェル」 動画広報 [21]
- 2020年 MBC ソウルドラマアワード 司会 [22] [23]
- 2023年 SBS 建国75周年·韓米同盟70周年記念音楽会の司会 （陸軍第11機動師団パク·ジニョン一等兵として出演）

### MV
- 2014年 Junho(ジュノ) ＿FEEL

- 2015年 MelodyDay(멜로디데이) _ SPEED UP

## 公演
グループでの公演はGOT7、JJ Projectを参照。
ファンミーティング
- 2019年9月 サイコメトリーあいつ ドラマファンミーティング タイ(バンコク) [24]

- 2020年    E-fanmeet with Globe TelecomPh フィリピンのみ

- 2020年7月 PARK JINYOUNG 2020 FAN MEETING: HEAR, HERE オンライン [25]
- 2023年1月 2023 PARK JINYOUNG FANconcert in 韓国「Rendezvous:Secret Meeting Between You and Me」
- 2023年2月 2023 PARK JINYOUNG FANMEETING in Japan「Rendezvous:Secret Meeting Between You and Me」（タイ・マニラ・台湾も2月に開催）

## 受賞歴
- 2017年 第53回 百想芸術大賞 人気俳優賞 「降りしきる雪」 ノミネート
- 2017年 Max Movie Awards　ライジングスター賞 「降りしきる雪」 ノミネート
- 2019年 StarHub Night of Stars2019 「サイコメトリーあいつ」 韓国ドラマ男性キャラクター人気賞受賞[26]
- 2020年 第5回 アジアアーティストアワード (AAA) 俳優ポテンシャル賞 受賞 / 俳優人気賞 受賞[27]
- 2023年 第59回 百想芸術大賞 映画部門 新人俳優賞（男性）「クリスマスキャロル」受賞 / TIKTOK人気賞（男性） 受賞
- 2023年 第43回韓国映画評論家協会賞 新人男性俳優賞  「クリスマスキャロル」受賞

## 作詞・作曲

### 韓国
- 2015年11月 リパッケージアルバム「Mad winter edition」 3.「이.별」作詞 주니어 (Jr.)
- 2016年  3月 5th Mini Album 「Flight log:Departure」 2. 못하겠어(Can’t) 作詞 주니어 (Jr.)
- 2016年  3月 2nd フルアルバム 「Flight log: Turbulence」 7. Mayday 作詞作曲 ジニョン
- 2017年  3月 ミニアルバム「Flight log:Arrival」 3. Paradise 作詞作曲 ジニョン
- 2017年  7月 1stミニアルバム 「Verse 2」 1. Coming Home 作詞作曲 ジニョン
- 2017年  7月 1stミニアルバム 「Verse 2」 2. 내일, 오늘 (TOMORROW, TODAY) 作詞 ジニョン ＆ J・Y・PARK ＆ JB
- 2017年  7月 1stミニアルバム 「Verse 2」 3. ON & ON 作詞作曲 ジニョン ＆ JB
- 2017年  7月 1stミニアルバム 「Verse 2」 5. Don’t Wanna Know 作詞 ジニョン ＆ JB
- 2017年  7月 1stミニアルバム 「Verse 2」 7. 그 날 (THE DAY)(CD ONLY ソロ曲) 作詞作曲 ジニョン
- 2017年10月 7th Mini Album 「7 for 7」  4. Firework 作詞作曲 ジニョン
- 2018年  3月 8th Mini Album 「Eyes On You」 6. 고마워 作詞作曲 ジニョン
- 2018年  9月 3rd Full Album 「Present : YOU」 5. I Am Me 作詞作曲 ジニョン
- 2018年  9月 3rd Full Album 「Present : YOU」 9. My Youth 作詞作曲 ジニョン
- 2018年12月 リパッケージアルバム 「Present : YOU’ &ME」 5. Higher 作詞作曲 ジニョン ＆ マーク
- 2018年12月 リパッケージアルバム 「Present : YOU’ &ME」 8. King 作詞作曲 ベンベン ＆ ジニョン
- 2019年  4月 9th ミニアルバム「SPINNING TOP : BETWEEN SECURITY & INSECURITY」 3. 끝 作詞作曲 ジニョン
- 2019年11月 10th ミニアルバム「Call My Name」 5. RUN AWAY 作詞 ジニョン
- 2020年  4月 11th ミニアルバム「DYE」 4. LOVE YOU BETTER 作詞 ジニョン
- 2020年11月 4th フルアルバム「Breath of Love : Last Piece」 5. WAVE 作詞作曲 ジニョン
- 2021年2月 デジタルシングル「Encore」作詞作曲 ジニョン
- 2021年7月 デジタルシングル　初ソロ曲「DIVE」　作詞 ジニョン

### 日本
- 2018年  6月 5th シングル「THE NEW ERA」 4. 2(TWO) 作詞作曲 マーク ＆ ジニョン ＆ ユギョム
- 2019年  1月 3rd ミニアルバム「I WON'T LET YOU GO」 7. 25 作詞作曲 ジニョン ＆ ユギョム

## 振り付け

### 韓国
- 2014年07月 Follow me
- 2015年07月  Just right 一部振り付け
- 2015年09月 If You Do 一部振り付け
- 2016年03月 Can’t 一部振り付け
- 2016年04月 HOME RUN 一部振り付け
- 2017年03月 Paradise ジニョン＆ユギョム
- 2019年11月 Thursday ジニョン＆ユギョム
- 2020年05月 POISON ジニョン＆ジャクソン＆ユギョム振り付け

### 日本
- 2015年05月 LOVE TRAIN 一部ジニョン振り付け